# Gunnerales
Gunnerales är en ordning inom trikolpaterna. Den består av endast två växtfamiljer som var och en endast innehåller ett släkte; gunneraväxter (Gunneraceae) med gunnerasläktet (Gunnera) och Myrothamnaceae med släktet Myrothamnus. Alternativt kan Myrothamnus ingå i gunneraväxterna.
I det äldre Cronquistsystemet fanns inte Gunnerales, utan gunneraväxterna var placerade i Haloragales och Myrothamnaceae i Hamamelidales. Ingen av dessa ordningar finns kvar i APG II-systemet.